# نوشته‌های بی سرنوشت
نوشته‌های بی سرنوشت کتابی از محمّدعلی اسلامی ندوشن است از سالِ ۱۳۵۶.